# Gesté

Gesté este o comună în departamentul Maine-et-Loire, Franța. În 2009 avea o populație de 2,547 de locuitori.